# Cebrià Camprubí i Nadal
Cebrià Camprubí i Nadal   (Cornellà de Llobregat, 1889 - Barcelona, 1972) va ser un roserista català.

## Biografia
Va començar a cultivar roses el 1921 a Cornellà, Gavà i Sant Feliu, fins que el 1927 es va traslladar a Sant Joan Despí per dirigir el negoci. El 1931 va presentar les seves primeres varietats va presentar-les . Es va casar amb una dona de cognom Domingo, amb qui va tenir quatre fills: Carles, Josep i Cebrià, que van continuar en el món de les roses. La família Camprubí ha creat una trentena de roses noves.
El 1928 va encarregar la construcció d'una torre modernista a l'arquitecte Josep Maria Jujol, dins del parc del Canal de la Infanta. La relació entre Cebrià Camprubí i Josep Maria Jujol era molt bona i venia de lluny.

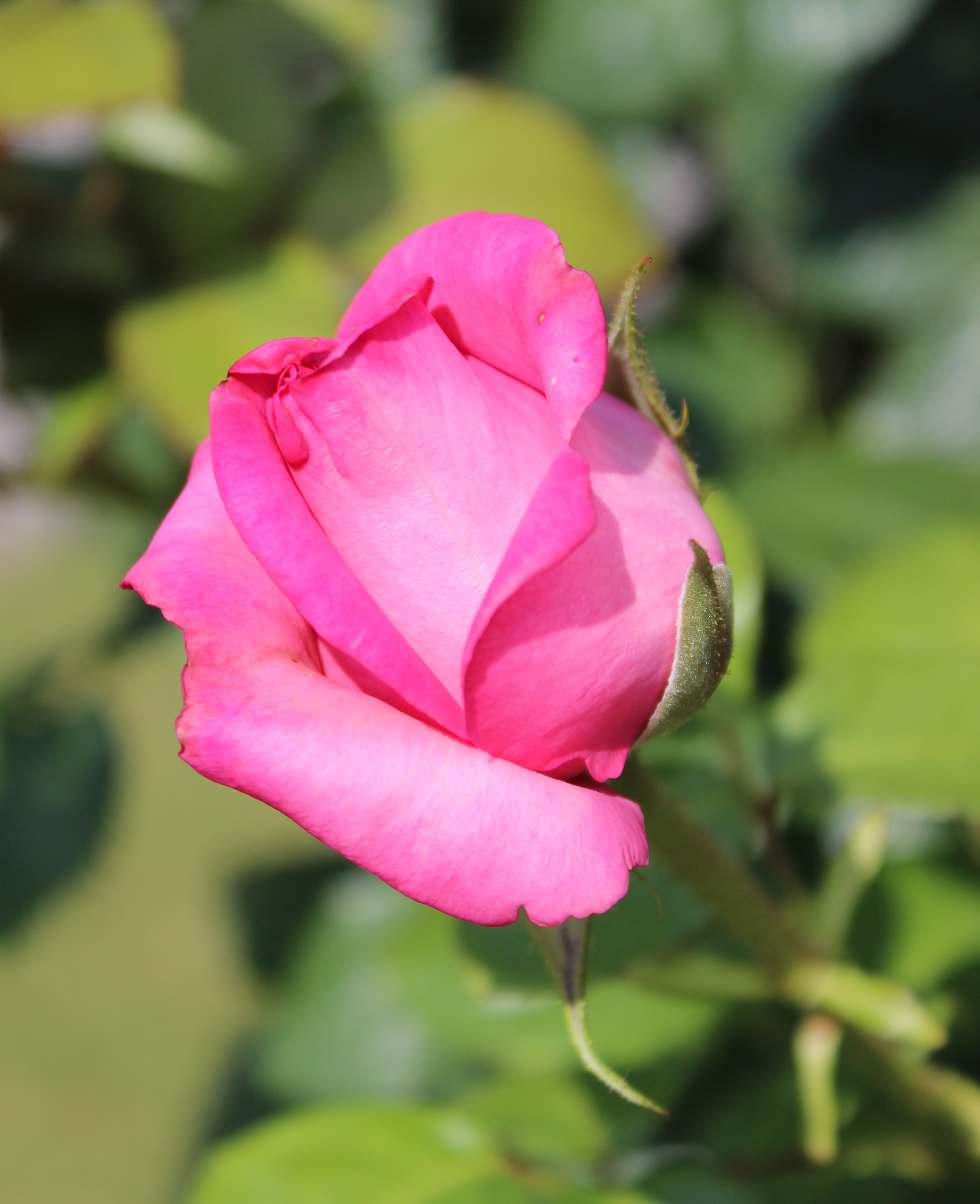
Marquesa d'Urquijo (1938)

Al roserar del parc de l'Oest de Madrid hi ha diverses obtencions de Camprubí (pare) tal com Amistat Sincera. En el roserar del Parc de Cervantes hi ha una sèrie de roses de Cebrià Camprubí i Nadal, com Violinista Costa, guanyadora d'un premi en el Concurs Internacional de Roses de Barcelona l'any 1936, que es va celebrar en els Jardins del Palau de Pedralbes. El seu fill Cebrià Camprubí va crear el 1975 la rosa Núria Feliu, dedicada a la cantant Núria Feliu. En el roserar Dot i Camprubí hi ha una col·lecció en formació de les seves roses.